# Біомаркер
У медицині біомаркер — це вимірний індикатор тяжкості або наявності певного захворювання. Його можна визначити як «клітинну, біохімічну або молекулярну зміну в клітинах, тканинах або рідинах, яку можна виміряти та оцінити, для визначення нормальних біологічних процесів, патогенних процесів або фармакологічних реакцій на лікування».  Загалом, біомаркер — це будь-що, що може бути використано як індикатор певного захворювання чи будь-якого іншого фізіологічного стану організму. Відповідно до ВООЗ, індикатор може бути хімічним, фізичним або біологічним за своєю природою, а вимірювання може бути функціональним, фізіологічним, біохімічним, клітинним або молекулярним. 
Біомаркери відіграють важливу роль у медичній діагностиці та дослідженнях. Вони можуть бути різноманітними за своєю природою та застосуванням. Наприклад, деякі біомаркери вводяться в організм для вивчення функцій органів. Хлорид рубідію, зокрема, використовується для оцінки перфузії серцевого м'яза.
Інші біомаркери є природними речовинами в організмі, наявність яких може вказувати на певні захворювання. Антитіла, наприклад, можуть свідчити про наявність інфекції. Біомаркери також можуть вказувати на зміни в експресії або стані білків, що пов'язані з ризиком захворювання, його прогресуванням або чутливістю до лікування.
Ці біологічні індикатори можуть бути виявлені та виміряні в різних частинах тіла, таких як кров або тканини. Вони здатні відображати як нормальні, так і патологічні процеси в організмі.  Біомаркерами можуть бути різноманітні біологічні елементи: клітини, молекули, гени, ферменти або гормони. Крім того, складні функції органів або характерні зміни в біологічних структурах також можуть служити біомаркерами.
Хоча термін "біомаркер" відносно новий, концепція їх використання в медицині має довгу історію.  Температура тіла, наприклад, давно використовується як біомаркер гарячки. Артеріальний тиск є важливим показником ризику інсульту. Рівень холестерину широко визнаний як біомаркер ризику серцево-судинних захворювань, а С-реактивний білок (СРБ) є надійним маркером запалення.
Біомаркери надають можливість вимірювати прогресування хвороби, оцінити найефективніший терапевтичний режим для певного типу раку та встановити довгостроковий прогноз.  Біомаркери оцінюють вразливість до захворювання, його тяжкість, що дозволяє передбачити результати, визначити лікування та оцінити відповідь на нього. З точки зору криміналістики та епідеміології, біомаркери пропонують унікальне розуміння взаємозв’язків між факторами ризику навколишнього середовища.  У молекулярному плані біомаркер — це «підмножина маркерів, які можуть бути виявлені за допомогою геномних, протеомних технологій або технологій візуалізації. Для багатьох захворювань було ідентифіковано низку біомаркерів, таких як сироватковий ЛПНЩ для холестерину, артеріальний тиск та ген P53  і MMP  як онкомаркери.

## Біомаркери, пов’язані із захворюваннями, і біомаркери, пов’язані з прийомом ліків
Необхідно розрізняти біомаркери , пов’язані з хворобою, і біомаркери, пов’язані з прийомом ліків. Біомаркери, пов’язані із захворюванням, дають вказівку на ймовірний ефект лікування для пацієнта (індикатори ризику або предикторні біомаркери), чи вже існує хвороба (діагностичні біомаркери) або як таке захворювання може розвинутися в окремому випадку незалежно від типу лікування (прогностичні біомаркери). 
Предикторні біомаркери допомагають оцінити найбільш ймовірну відповідь на певний тип лікування, тоді як прогностичні маркери показують прогресування захворювання з лікуванням або без нього.  Навпаки, біомаркери, пов’язані з ліками, вказують, чи буде препарат ефективним у конкретного пацієнта та як організм пацієнта його сприйматиме.
На додаток до давно відомих параметрів, таких як ті, що включені в клінічний аналіз крові, існують численні нові біомаркери, які використовуються в різних медичних спеціальностях. Постійно ведеться інтенсивна робота з відкриття та розробки інноваційних та більш ефективних біомаркерів. Ці «нові» біомаркери стали основою профілактичної медицини, тобто медицини, яка рано розпізнає захворювання або ризик захворювання та вживає конкретних контрзаходів для запобігання його розвитку. Біомаркери також розглядаються як ключ до персоналізованої медицини, лікування, індивідуально адаптованого до конкретних пацієнтів для високоефективного втручання в патологічні процеси. Часто такі біомаркери вказують на зміни в метаболічних процесах.
«Класичний» біомаркер в медицині — це лабораторний показник, за допомогою якого лікар прийняти рішення при діагностиці та виборі курсу лікування. Наприклад, виявлення певних аутоантитіл у крові пацієнтів є надійним біомаркером аутоімунного захворювання, а виявлення ревматоїдних факторів є важливим діагностичним маркером ревматоїдного артриту (РА) понад 50 років.   Для діагностики РА особливу цінність мають антитіла проти власних цитрулінованих білків організму. Ці ACPA (розшифровується як Anti-Сitrullinated protein/peptide antibody) можна виявити в крові до появи перших симптомів РА. Таким чином, вони є дуже цінними біомаркерами для ранньої діагностики цього аутоімунного захворювання.  Крім того, вони вказують на те, чи загрожує захворювання важким ураженням кісток і суглобів,  .
Також з’являється все більше ознак того, що ACPA можуть бути дуже корисними для моніторингу успішності лікування РА.  Це робить можливим точне використання сучасних методів лікування біопрепаратами. Лікарі сподіваються, що незабаром зможуть індивідуально пристосувати лікування РА до кожного пацієнта.
За даними Häupl T. et al. прогнозування відповіді на лікування стане найважливішою метою дослідження біомаркерів у медицині. Зі зростанням кількості нових біологічних агентів зростає значення визначення молекулярних параметрів, таких як ACPA, які не лише керуватимуть терапевтичним рішенням, але й допоможуть визначити цілі перевірки дієвості агентів в клінічних дослідженнях. 
У 1998 році дослідницька група NIH прийняла наступне визначення біомаркеру: «характеристика, яка об’єктивно вимірюється та оцінюється як індикатор нормальних біологічних процесів, патогенних процесів або фармакологічної відповіді на терапевтичне втручання». У минулому біомаркери в основному були фізіологічними показниками, такими як артеріальний тиск або частота серцевих скорочень. Останнім часом біомаркер стає синонімом молекулярного біомаркера, наприклад, підвищення простатспецифічного антигену як молекулярного біомаркера раку передміхурової залози або використання ферментних аналізів як тестів функції печінки. Останнім часом спостерігається підвищений інтерес біомаркерів в онкології, включаючи роль KRAS у колоректальному раку та інших ракових захворюваннях, пов’язаних з EGFR. У пацієнтів, чиї пухлини експресують мутований ген KRAS, білок KRAS, який є частиною сигнального шляху EGFR, завжди «ввімкнено». Ця надмірно активна передача сигналів EGFR означає, що передача сигналів продовжується – навіть якщо передача сигналів вище за ланцюгом блокується інгібітором EGFR, таким як цетуксимаб, – і призводить до продовження росту та проліферації ракових клітин. Тестування пухлини на її статус KRAS (дикий тип чи мутант) допомагає визначити тих пацієнтів, які отримають найбільшу користь від лікування цетуксимабом.
В даний час ефективне лікування доступне лише для невеликого відсотка хворих на рак. Крім того, у багатьох діагноз встановлюється, коли хвороба зайшла занадто далеко, щоб її лікувати. Біомаркери мають здатність значно покращувати виявлення раку та процес розробки ліків. Крім того, біомаркери дозволять лікарям розробляти індивідуальні плани лікування для своїх хворих на рак; що дозволяє лікарям пристосовувати препарати до типу пухлини пацієнта. Завдяки цьому рівень відповіді на ліки покращиться, токсичність ліків буде обмежена, а витрати, пов’язані з тестуванням різних видів лікування та їх несприятливиз ефектів, зменшаться. 
Біомаркери також включають використання молекулярних індикаторів впливу навколишнього середовища в епідеміологічних дослідженнях, таких як вірус папіломи людини, або певних маркерів впливу тютюну, таких як 4-(метилнітрозаміно)-1-(3-піридил)-1-бутанон (NNK). На сьогоднішній день не встановлено біомаркерів раку голови та шиї.

## Вимоги до біомаркерів
Особливо важлива точна діагностика хронічних захворювань, коли прийом ліків може тривати роками, і особливо коли від лікування очікуються серйозні несприятливі ефекти. У цих випадках важливість біомаркерів зростає.  Деякі захворювання, такі як хвороба Альцгеймера або ревматоїдний артрит, часто починаються безсимптомно. У цих випадках біомаркери допомагають надійно та своєчасно ідентифікувати осіб із групи високого ризику, щоб їх можна було лікувати до активного початку захворювання або якнайшвидше після нього.  
Щоб використовувати біомаркер для діагностики, отримання зразку матеріалу має бути максимально легким. Це може бути зразок крові, зразок сечі чи слини, наприклад крапля крові, яку хворі на цукровий діабет беруть з пальців для регулярного контролю рівня цукру в крові.
Для швидкого початку лікування критично важливою є швидкість отримання результату тесту на біомаркери. Оптимальним є швидкий тест, який дає результат лише через кілька хвилин. Це дає можливість лікарю обговорити з пацієнтом, як діяти, і при необхідності почати лікування відразу після обстеження.
Звичайно, метод виявлення біомаркера має бути точним і максимально простим у виконанні. Результати різних лабораторій можуть не суттєво відрізнятися один від одного, і біомаркер має підтвердити свою ефективність для діагностики, прогнозу та оцінки ризику захворювань у незалежних дослідженнях.
Біомаркер для клінічного використання потребує гарної чутливості та специфічності, наприклад ≥0,9  хоча їх слід обирати з урахуванням особливості популяції, тому позитивна і негативна прогностична цінність є більш релевантними.

## Класифікація та застосування біомаркерів
Біомаркери можна класифікувати за різними критеріями.
За своїми характеристиками їх можна класифікувати як біомаркери візуалізації (КТ, ПЕТ, МРТ) або молекулярні біомаркери з трьома підтипами: леткі,  біомаркери рідини організму або біомаркери біопсії.
Молекулярні біомаркери мають біофізичні властивості, які дозволяють вимірювати їх у біологічних зразках (наприклад, у плазмі, сироватці, спинномозковій рідині, бронхоальвеолярному лаважі, у біоптаті) і включають біомаркери на основі нуклеїнових кислот, такі як генні мутації або поліморфізм і кількісний аналіз експресії генів, пептиди, білки, метаболіти ліпідів і інші малі молекули.
Біомаркери також можна класифікувати на основі їх застосування, наприклад діагностичні біомаркери (наприклад серцевий тропонін для діагностики інфаркту міокарда), біомаркери стадії захворювання (наприклад мозковий натрійуретичний пептид для застійної серцевої недостатності), біомаркери прогнозу захворювання (біомаркери раку) і біомаркери для моніторингу клінічної відповіді на втручання (HbA1c для антидіабетичного лікування). Інша категорія біомаркерів включає ті, що використовуються для прийняття рішень на ранніх етапах розробки ліків. Наприклад, фармакодинамічні біомаркери є маркерами певної фармакологічної відповіді, які становлять особливий інтерес у дослідженнях оптимізації дози.

## Класи
Чотири класи біомаркерів - це діагностичні біомаркери, прогностичні біомаркери, предиктивні біомаркери та фармакодинамічні біомаркери.

### Діагностичні
Діагностичні біомаркери надають незалежну від втручання інформацію щодо ідентифікації хвороби або допомагають у визначенні наявності чи відсутності захворювання або статусу підкатегорії/субфенотипу захворювання.  Прикладом є біомаркери черепно-мозкової травми (ЧМТ), які включають вимірювання рівнів нейрональної убіквітин-кінцевої гідролази L1 (UCH-L1) і гліального фібрилярного кислого білка (GFAP), щоб допомогти в діагностиці черепно-мозкових уражень у пацієнтів із середньою та легкою ЧМТ, які інакше можна діагностувати лише за допомогою використання комп'ютерної томографії. 

### Прогностичні
Прогностичні біомаркери дають незалежну від втручання інформацію про стан захворювання та його прогнозування. Прогностичні біомаркери можуть виявляти індивідуумів у латентному періоді природного перебігу хвороби, що дозволить призначити оптимальну терапію та профілактику. Прогностичні біомаркери дають інформацію про стан захворювання шляхом вимірювання внутрішніх попередників, які збільшують або зменшують ймовірність захворювання. Наприклад, артеріальний тиск і холестерин є прогностичними біомаркерами захворювань серцево-судинної системи.  Прогностичні біомаркери можуть бути прямими або непрямими щодо причинного шляху захворювання. Якщо прогностичний біомаркер є елементом причинно-наслідкового ланцюга, то його вважають прямим. Непрямим вважають прогностичний біомаркер який може бути опосередковано пов’язаний із захворюванням, якщо він пов’язаний зі зміною, спричиненою впливом, або пов’язаний із невідомим фактором, пов’язаним із впливом чи захворюванням. 

### Предиктивні
Предиктивні біомаркери вимірюють дію ліків і повідомляють, чи має лікарський засіб очікувану дію, але не пропонують жодної прямої інформації про захворювання.  Предиктивні біомаркери є високочутливими та специфічними; отже, вони підвищують діагностичну валідність ефекту лікарського засобу або токсину на певну ділянку, усуваючи упередженість пригадування та суб’єктивність тих, хто піддавався впливу. Наприклад, коли людина піддається впливу ліків чи токсину, його концентрація в організмі або біологічно ефективна доза забезпечує точніший прогноз ефекту порівняно з оцінкою чи вимірюванням лікарського засобу або токсину у джерелі його надходження. 

### Фармакодинамічні
Фармакодинамічні біомаркери можуть вимірювати пряму взаємодію між ліками та їх рецепторами. Фармакодинамічні біомаркери розкривають механізми дії лікарського засобу, якщо засіб має передбачуваний вплив на перебіг захворювання, точні біологічні концентрації дозування та визначені механізми фізіологічної відповіді/резистентності. Фармакодинамічні біомаркери є особливо актуальними для визначення дії ліків на пухлинні клітини, коли фармакодинамічні кінцеві точки можна оцінити безпосередньо на пухлинних тканинах. Наприклад, біомаркери фосфорилювання білка вказують на зміни в цільових протеїнкіназах і активацію сигнальних молекул у наступних реакціях. 

### Типи
Біомаркери, перевірені методами генетичної та молекулярної біології, можна класифікувати на три типи. 
- Тип 0 — Маркери природнього перебігу хвороби
- Тип 1 — Маркери активності ліків
- Тип 2 — Сурогатні маркери

## Відкриття молекулярних біомаркерів
Молекулярні біомаркери були визначені як біомаркери, які можна виявити за допомогою геноміки та протеоміки. Для  ідентифікації біомаркерів окрім геноміки та протеоміки, також використовуються методи метаболоміки, ліпідоміки, глікоміки та секретоміки.

## Клінічне застосування
Біомаркери можна класифікувати за їх клінічним застосуванням як молекулярні біомаркери, клітинні біомаркери або візуалізаційні біомаркери.

### Молекулярні
Чотири основні типи молекулярних біомаркерів - це геномні, транскриптомні, протеомні та метаболічні.

#### Геномні (біомаркери ДНК)
Геномні біомаркери аналізують ДНК, ідентифікуючи нерегулярні послідовності в геномі, як правило, однонуклеотидний поліморфізм. Генетичні біомаркери особливо важливі при раку, оскільки більшість ліній ракових клітин несуть соматичні мутації. Соматичні мутації відрізняються від спадкових мутацій, оскільки мутація присутня тільки в пухлинних клітинах, що робить їх легкою мішенню.
Біомаркери ДНК є важливими в медичній діагностиці та персоналізованій медицині, насамперед завдяки їх стабільності та легкості виявлення. Такі методи, як повне секвенування генома (WGS), повне секвенування екзома (WES), флуоресцентна гібридизація in situ (FISH) і полімеразна ланцюгова реакція (ПЛР), зазвичай використовуються для аналізу ДНК та ідентифікації генетичних змін, таких як однонуклеотидний поліморфізм (SNP), короткі тандемні повтори (STR), делеції, вставки або інші варіації на рівні послідовності ДНК, такі як варіації кількості копій і злиття генів. 

##### Приклади
Добре відомим випадком використання ДНК-біомаркерів є виявлення мутацій BRCA1 і BRCA2 у пацієнток з раком молочної залози, що визначає використання профілактичних заходів і цільової терапії.  Перевага ДНК-біомаркерів полягає в їх здатності забезпечувати сталість виявлення генетичних змін, що може мати вирішальне значення для довгострокового моніторингу захворювання. 

##### Переваги та недоліки
Хоча біомаркери ДНК стабільні та широко використовуються, вони мають кілька обмежень. Їх статична природа означає, що вони, як правило, не вловлюють динамічні зміни в експресії генів або клітинних станах, які є вирішальними для розуміння прогресування захворювання та відповіді на лікування. Навіть у випадках, коли виникають специфічні для захворювання варіації, такі як мутації, пов’язані з пухлиною, біомаркери ДНК дають обмежене уявлення про фізіологічний стан захворювання в реальному часі. Крім того, біомаркери ДНК часто описують лише потенційний біологічний стан, а не фактичний фізіологічний стан захворювання.

#### Транскриптомні (біомаркери РНК)
Транскриптомні біомаркери аналізують усі молекули РНК, а не лише екзом. Транскриптомні біомаркери виявляють молекулярну ідентичність і концентрацію РНК у конкретній клітині чи популяції. Аналіз експресії РНК на основі патернів забезпечує розширені діагностичні та прогностичні можливості для прогнозування терапевтичних відповідей для окремих осіб. Наприклад, різні підтипи РНК у хворих на рак молочної залози мають різну виживаність. 
Біомаркери РНК пропонують динамічну перспективу клітинної активності, фіксуючи моделі експресії генів і регуляторні процеси. Такі методи, як секвенування РНК (RNA-Seq) і секвенування екзому РНК, використовуються для виявлення біомаркерів РНК, щоб отримати уявлення про рівні експресії генів і їх регуляцію. Ці біомаркери можуть виявити зміни експресії генів, пов’язані з різними біологічними функціями, такими як прогресування захворювання та відповідь на ліки. 

##### Приклади
Наприклад, ген антигену раку передміхурової залози 3 (PCA3) є високоспецифічним біомаркером, який стає активним при раку простати. Оскільки велика відкрита рамка зчитування відсутня, вважається, що ген експресує некодуючу РНК.  Схвалений FDA тест PCA3 вимірює рівень мРНК PCA3, нормалізований до рівня мРНК PSA у зразку сечі. Тест є неінвазивним і допомагає клініцистам приймати більш обґрунтовані рішення про виконання біопсії. 

##### Переваги та недоліки
РНК-біомаркери мають перевагу перед ДНК-біомаркерами, оскільки вони забезпечують знімок стану клітини в реальному часі та можуть виявляти експресію некодуючих РНК, які беруть участь у регуляції генів. Дані секвенування РНК включають всі типи РНК з усіх експресованих генів, пропонуючи багатовимірну біологічну інформацію.
Секвенування РНК є дорожчим і трудомістким. Порівняно з білковими біомаркерами, РНК-біомаркери можуть забезпечувати більшу чутливість і специфічність, але методи аналізу білків, такі як фарбування антитіл, є швидшими та економічнішими. 

#### Протеомні біомаркери
Протеоміка забезпечує кількісний аналіз і виявлення змін білків або білкових біомаркерів. Білкові біомаркери виявляють різноманітні біологічні зміни, такі як взаємодії протеїн-протеїн, посттрансляційні модифікації та імунологічні відповіді.
Білкові біомаркери широко використовуються в діагностиці через їх безпосередню участь у клітинних функціях і шляхах. Білкові біомаркери можуть надавати пряму інформацію про функціональний стан клітин і тканин, пропонуючи розуміння механізмів захворювання. Використовуються такі методи, як мас-спектрометрія, імуногістохімія, ELISA та проточна цитометрія. 

##### Приклади
Приблизно у 20% випадків раку молочної залози ракові клітини мають надмірну експресію гена HER2, що призводить до більш агресивного росту пухлини. HER2-позитивний рак молочної залози лікується таргетною терапією, яка спрямована на білок HER2, пригнічуючи ріст ракових клітин. 

##### Переваги та недоліки
Головна перевага білкових біомаркерів полягає в тому, що вони можуть безпосередньо відображати біологічну активність і стан захворювання, тому з їх допомогою можна контролювати ефективність лікування. Білки, як правило, стабільні в різних умовах, таких як коливання температури та різні рівні pH, що може полегшити їх зберігання та транспортування. Однак проблеми включають мінливість, високі витрати та технічні труднощі. Хоча методи виявлення білкових біомаркерів є ефективними, вони не такі високопродуктивні, як підходи на основі секвенування, що обмежує їх масштабованість для великих досліджень. Зміни в рівнях білків не завжди можуть безпосередньо відображати зміни в експресії генів, оскільки білки можуть бути модифіковані або мати тривалий термін служби. 

### Клітинні біомаркери
Клітинні біомаркери дозволяють виділяти, сортувати, кількісно визначати клітини та характеризувати їх морфологію та фізіологію . Клітинні біомаркери використовуються як у клінічних, так і в лабораторних умовах. Розрізняння потрібних клітин серед великої вибірки відбувається на основі їхніх антигенів. Прикладом методу сортування клітинних біомаркерів є проточна цитометрія. 

## Білкові біомаркери крові
Білкові біомаркери крові зазвичай використовуються в діагностичних тестах для моніторингу одного або кількох білків, що вказують на наявність захворювання, розладу або конкретного субфенотипу захворювання. Ці біомаркери також можуть служити прогностичними чинниками, надаючи цінну інформацію про результати захворювання. Прикладом є нейрональна убіквітин-кінцева карбокси-кінцева гідролаза L1 (UCH-L1) і гліальний фібрилярний кислий білок (GFAP), які можуть допомогти в діагностиці наявності ураження мозку у пацієнтів із помірною та легкою ЧМТ, яке можна діагностувати лише за допомогою комп’ютерної томографії голови. 

## Візуалізаційні біомаркери
Візуаліційні біомаркери дозволяють раніше виявляти захворювання порівняно з молекулярними біомаркерами та спрощують дослідження ліків. Наприклад, можна визначити відсоток рецепторів, зв'язаних з лікарським засібом, скоротивши час і гроші на дослідження на етапі розробки нового засобу. Ці біомаркери також є неінвазивними, що є клінічною перевагою перед молекулярними біомаркерами. Їх отримують за допомогою таких досліджень як рентген, комп’ютерна томографія (КТ), позитронно-емісійна томографія (ПЕТ), однокадрова емісійна комп’ютерна томографія (SPECT) і магнітно-резонансна томографія (МРТ). 
Зазвичай візуалізаційні біомаркери надають інтуїтивно зрозумілі багатовимірні результати, що є відносно комфортним для пацієнтів. У поєднанні з іншими джерелами інформації вони можуть бути дуже корисними для клініцистів.
Візуалізація серця є активною областю дослідження біомаркерів. Коронарографія, інвазивна процедура, яка потребує катетеризації, вже давно є золотим стандартом діагностики артеріального стенозу, але вчені та лікарі сподіваються розробити неінвазивні методи. Багато хто вважає, що комп’ютерна томографія серця (КТ) має великий потенціал у цій галузі, але дослідники все ще намагаються подолати проблеми, пов’язані з «кальцієвим цвітом», явищем, при якому відкладення кальцію заважають роздільній здатності зображення. Також досліджуються інші внутрішньосудинні методи візуалізації, що включають магнітно-резонансну томографію (МРТ), оптичну когерентну томографію (ОКТ) і ближню інфрачервону спектроскопію .
Ще один новий візуалізаційний біомаркер включає радіоактивно мічену флудеоксиглюкозу. Позитронно-емісійна томографія (ПЕТ) дозволяє знайти вогнища запалення, оскільки макрофаги поглинають високий рівень глюкози. Пухлини також поглинають багато глюкози, тому цю стратегію візуалізації також можна використовувати для їх моніторингу. Відстеження радіоактивно міченої глюкози є багатообіцяючою технікою, оскільки вона безпосередньо вимірює явище, яку має вирішальне значення для запалення та росту пухлини.

### Візуалізація біомаркерів захворювань за допомогою магнітно-резонансної томографії (МРТ)
МРТ має переваги в тому, що має дуже високу просторову роздільну здатність і дуже добре підходить для візуалізації морфології та функції. Недоліком МРТ є те, що вона має чутливість приблизно від 10-3 моль/л до 10-5 моль/л, що, порівняно з іншими типами візуалізації, може бути дуже обмеженим. Ця проблема виникає через те, що різниця між атомами у високоенергетичному стані та низькоенергетичному стані дуже мала. Наприклад, при 1,5 тесла, типовій напруженості поля для клінічної МРТ, різниця між станами високої та низької енергії становить приблизно 9 молекул на 2 мільйони. Підвищення чутливості МРТ включають збільшення напруженості магнітного поля та гіперполяризацію за допомогою оптичного накачування або динамічної ядерної поляризації. Існують також різноманітні схеми посилення сигналу, засновані на хімічному обміні, які підвищують чутливість.
Щоб отримати молекулярне зображення біомаркерів захворювання за допомогою МРТ, необхідні таргетні МРТ-контрастні речовини з високою специфічністю та високою релаксивністю (чутливістю). Зазвичай застосовуються пептиди, антитіла або малі ліганди та малі білкові домени, такі як афітіла HER-2. Щоб підвищити чутливість контрастних агентів, ці цільові компоненти зазвичай пов’язують з контрастними агентами для МРТ з великим корисним навантаженням або контрастними агентами для МРТ з високою релаксивністю. 

## Приклади

### Ембріональні біомаркери
Було проведено дослідження щодо використання ембріональних стовбурових клітин (ЕСК) у регенеративній медицині. Це пояснюється тим, що певні біомаркери всередині клітини можуть бути змінені (швидше за все, на третинній стадії їх утворення), щоб змінити майбутню роль клітини, таким чином створюючи нові. Одним із прикладів ембріонального біомаркера є білок Oct-4 . 

### Аутизм
Складність визначення біомаркерів, пов’язаних із аутизмом, полягає в тому, що вони можуть відображати генетичні чи нейробіологічні зміни, які можуть бути активними лише до певного моменту.  Розлади аутистичного спектру мають неоднорідні клінічні симптоми та генетичну архітектуру, які перешкоджають ідентифікації загальних факторів генетичної схильності. 

### Рак
Більшість біомаркерів раку складаються з білків або змінених сегментів ДНК й експресуються в усіх клітинах, але в ракових клітинах це відбувається з більшою швидкістю. Не існує єдиного універсального пухлинного біомаркера, але для кожного типу раку є свій біомаркер. Вони використовуються для відстеження стану пухлин, але не можуть служити єдиним діагностичним засобом для конкретних видів раку. Прикладами пухлинних маркерів є раково-ембріональний антиген (CEA) для колоректального раку та простатоспецифічний антиген (PSA) для раку простати.  У 2014 році дослідження раку виявили циркулюючі пухлинні клітини (CTCs) і циркулюючу пухлинну ДНК (ctDNA) як біомаркери метазування. 

### Нарколепсія
Нарколепсія 1-го типу спричинена втратою приблизно 70 тис. нейронів, що вивільняють орексин, у латеральному гіпоталамусі, що призводить до значного зниження його рівня в спинномозковій рідині (СМР) порівняно зі здоровими людьми.  Цереброспинальний орексин можна виміряти за допомогою люмбальної пункції, при цьому нормальним вважається рівень орексину в спинномозковій рідині вище 200 пг/мл.  Пацієнтам з показником нижче 110 пг/мл, діагностують нарколепсію 1 типу, навіть якщо вони не відчувають катаплексії.  І навпаки, пацієнти з нормальним рівнем орексину в СМР, які відповідають іншим діагностичним критеріям нарколепсії, мають діагноз нарколепсії 2 типу.

### Черепно-мозкова травма
Черепно-мозкова травма є основним неврологічним розладом, коли мозок ушкоджується травматичною силою, такою як тупа травма або вибухова хвиля надлишкового тиску. Убіквітин-карбокситермінальна гідролаза L1 (UCH-L1) і гліальний фібрилярний кислий білок (GFAP), розташовані в тілі нейрональних клітин, є першим у своєму класі тестом на основі біомаркерів крові, дозволеним FDA для визначення легкої черепно-мозкової травми (ЧМТ) з потенційними ураженнями мозку.  Компанія Banyan Biomarkers, Inc., розробила оптимізований сендвіч-хемілюмінесцентний ELISA-тест, названий Brain Trauma Indicator™ (BTI). Ці тести були основою клінічного дослідження ЧМТ під назвою ALERT-TBI.  У понад 1900 дорослих суб’єктів ЧМТ зі шкалою коми Глазго (GCS) 9-15 були взяті зразки крові, протягом 12 годин після травми, щоб визначити, чи може тандемний тест UCH-L1/GFAP допомогти в діагностиці наявності ураження мозку, яке інакше можна діагностувати лише за допомогою комп’ютерної томографії голови. Результати дослідження показують, що BTI має високу чутливість (97,6%) і негативну прогностичну цінність (NPV) (99,6%).  У лютому 2018 року FDA дозволило використання BTI для цього легкого показання до ЧМТ.  

## Потенційні недоліки
Не всі біомаркери слід використовувати як сурогатні кінцеві точки для оцінки клінічних результатів. Біомаркери може бути важко перевірити, і вони вимагають різних рівнів перевірки залежно від їхнього призначення. Якщо біомаркер буде використовуватися для вимірювання успіху терапевтичного втручання, біомаркер повинен відображати прямий ефект цього препарату.